# Adolf Heusinger
Adolf Heusinger (4. august 1897 i Holzminden i hertugdømmet Braunschweig – 30. november 1982 i Köln) var en tysk officer. Han var general under 2. verdenskrig og blev senere den første generalinspektør i Bundeswehr i Forbundsrepublikken Tyskland efter krigen. Han tjenstgjorde som den første tysker som medlem af Nato's militærkomite fra 1961, og senere fra 1963, hvor han var formand for komitéen. Han gik af på pension i 1964.

## Liv
Heusinger var søn af en gymnasielærer, Ludwig Heusinger og moren Charlotte, som stammede fra en gammel adelslægt, Alten. Hans bror blev senere præsident for Bundesgerichtshof. Under første verdenskrig tjenstgjorde han på tysk side. Han valgte at stille sine studier i bero for at indgå i krigen i 1915, først som tropschef, senere som kompagnichef, og derefter som ordenskommandant på Vestfronten. I 1917 blev han udnævnt til løjtnant.
Han blev under første verdenskrig såret og taget til fange og sendt i engelsk fangenskab. Efter krigen blev han løsladt og fortsatte derefter sin militære karriere i Tyskland.

### Anden Verdenskrig
Heusinger var fungerende generalstabschef for OKH, efter at Kurt Zeitzler var afskedet. Han befandt sig ved siden af Adolf Hitler, da attentatbomben detonerede ved 20. juli-attentatet i 1944. Han blev lettere såret i hovedet, på arme og ben. Samme år, blot tre dage senere den 23. juli, blev han arresteret på sygehuset af Gestapo, fordi det var kendt, at han havde haft kontakter med flere konspiratører imod Det tredje Rige. Han blev imidlertid løsladt, da man ikke havde afgørende beviser imod ham.

### Efter krigen
Heusinger blev raskmeldt i oktober og blev overført til reservestyrkerne, men ikke sat til krigstjeneste. Den 25. marts 1945 blev han chef for Wehrmachts korttjeneste, inden han ved krigens afslutning blev sendt i amerikansk krigsfangenskab.
I 1947 blev Heusinger sat fri fod. Han var under Nürnbergprocessen indstævnet som vidne. Han blev løsladt og begyndte at samarbejde med Reinhard Gehlens efterretningsvirksomhed med det uofficielle navn Organisation Gehlen (OG), som samarbejdede med amerikanerne. Han var her chef for analysearbejdet og havde dæknavnet Horn. Han arbejdede her indtil 1950, hvorefter han blev militærrådgiver for den vesttyske forbundskansler Konrad Adenauer.
I 1961 blev Heusinger udnævnt til medlem af Nato's øverste militære koordineringsorgan, den såkaldte militærkomité med base i Washington DC. Her blev han, indtil han gik på pension i 1964. Det sidste år var han formand for militærkomitéen. Han var den første tysker på denne post.